# 니노미야 히로시 (1969년)
니노미야 히로시(일본어: 二宮 浩, 1969년 4월 11일 ~ )는 일본의 전 축구 선수다.

## 구단 경력
1992년 J1리그의 우라와 레즈에 입단했다. 1992년 다누비오 FC로 임대 이적했다. 1993년 우라와 레즈로 복귀했다. 1995년 미토 홀리호크로 이적했다. 1997년후 현역 은퇴.